# らぶげ魂 外道乙女隊放送局
らぶげ魂 外道乙女隊放送局（らぶげだましい げどうおとめたいほうそうきょく）は、音泉で配信されていたインターネットラジオ番組。テレビアニメ『それゆけ!外道乙女隊』（2005年7月〜9月放送）の連動番組である。

## 番組概要

### パーソナリティ
- 榎本温子（北華音子 役）
- 門脇舞（北華妹香 役）

### アシスタント
- 森永たまち（構成作家）

三重野瞳のこと。構成作家の時はこの名義で活動している。そのため、音泉配信時のコンテンツには森永たまちの名が表記されていない。
また、リスナーへ向けての挨拶は行わず音泉の収録風景写真にも＃14（2005年7月14日）で1度だけこっそり写った以外には顔出ししなかった

### 配信曜日など
- 放送期間：2005年4月4日 - 同年12月26日（全39回）
- 配信局：音泉（毎週月曜日更新）
- スポンサー：ブロッコリー、株式会社コスパ

### オープニングテーマ
「外道だよ!全員集合!」
歌：外道乙女隊

## コーナー
- 訛りっ娘の気持ち（旧・乙女の気持ち）

乙女チックな文章やポエムを約1分に纏めて読ませるオープニングコーナー
- ふつおた

何でも読んじゃうコーナー
- それ!ゆけ!マヨパンマン（＃26～＃39）

榎本のマヨネーズ好き（とあかほり総帥への次回作打診?）が高じて始まったコーナー。現在リスナーからキャラクターや世界観などを募集中。またコーナー最後にはミニドラマ（出演：榎本温子・門脇舞・やまけん、脚本：森永たまち）が流れる
- クイズ・ここで答えです

答えが先に出され、榎本と門脇にその答えだった問題を答えさせるコーナー。好問題だった方を構成作家の森永が判定する
- ぶたでバドミントン

森永が選んだリスナーのお題をブタミントンを使って古今東西をするゲームコーナー。3点先取した方が勝利で、負けた方には罰ゲーム（後述）が待っている。回を重ねるごとにラリーが長く続くようになったのを受けて、＃9＆10は3回以内、＃11からは5回以内にサーブ（レシーブ・トス・アタック）を返さないとアウトというルールに変更
- いくらのおにぎり

ブタミントン対決で負けた人に食べさせる罰ゲーム（おにぎり）でイクラの代わりに入れる「具」募集

### 終了したコーナー
- ラジオドラマ（＃13～＃21）

「―外道乙女隊」のミニラジオドラマ。ドラマ放送期間中は時間の都合上で他のコーナー1つ休止しながらという構成だった
放送リスト（全9回）
| 話 | サブタイトル         | ＃／OA日   |
| -- | -------------------- | ---------- |
| 1  | 音泉卵大作戦         | ＃13／6.27 |
| 2  | 外道少女漂流記大作戦 | ＃14／7. 4 |
| 3  | おといれ             | ＃15／7.11 |
| 4  | 音子のコイバナ大作戦 | ＃16／7.18 |
| 5  | 悪の学校大作戦       | ＃17／7.25 |
| 6  | 怪盗乙女隊大作戦     | ＃18／8.1  |
| 7  | おしゃべり妹香大作戦 | ＃19／8.8  |
| 8  | みんなでお遊戯大作戦 | ＃20／8.15 |
| 9  | バンド組もうぜ大作戦 | ＃21／8.22 |

- 架空ペット田中さん……

リスナーが設定した架空のペットを元に“田中さん”像を榎本と門脇が描くコーナー。イラストの完成はひと月を区切りに毎月音泉内で掲載
- らぶげーまーずだにょ

こんなグッズを作ってほしいという「外道乙女隊」関連のグッズをリスナーに考えさせるコーナー。なお過去にはこんな商品が開発・発売された
外道乙女隊Tシャツ（手売り販売済）
マイクロファイバータオル（2種類発売）

## ゲスト
- ＃15（2005年7月11日配信分） 廣田詩夢〔スタジオ見学だったがエンディングに登場〕
- ＃28（2005年10月10日配信分） 佐藤裕美〔現・佐藤ひろ美。新曲宣伝のため前半の「クイズ・ここで答えです」のコーナーまで出演〕
- ＃28（2005年10月10日配信分） 木谷高明〔ブロッコリー会長。日本初賞金制のゲーム「ディメンション・ゼロ」の宣伝のためエンディングに乱入〕
- ＃29（2005年10月17日配信分） 音宮つばさ・近藤佳奈子・廣田詩夢・松岡由貴・清水愛・笹島かほる〔「外道」&「らぶフェロ」共同の公開録音。門脇は別仕事で欠席〕
- ＃31（2005年10月31日配信分） 廣田詩夢・近藤佳奈子〔エンディングのみ登場〕